# 周棄子
周棄子（1912年—1984年8月12日），名學藩，字棄子，以字行，號藥廬，齋號未埋庵，湖北大冶人，臺灣近體詩詩人，曾任中華民國總統府參議，出版書作有《未埋庵短書》、《艤舟集－周棄子渡海前詩文百篇》等。

## 生平

### 中國大陸時期
周棄子乳名「船郎」，以字行，湖北大冶县南五乡夏胡周湾（今殷祖镇赤山村）人。其家境富裕，能請得女傭人。父親周承潓因仰慕曾國藩勋名学问，故讓長子1912年出生時，以「学藩」之名作期許。
周棄子在大冶县中求学时，即开始創作诗文。在十四歲已發表過十首近體詩詩作，包括一首五律、八首七絕、一首七律，1926年刊登于《学生文艺丛刊》第三卷第六期的舒啸轩诗话，被認為是他最早发表的作品。他也以「鄒待清」為署名在1936年上海的《天地人》發表新詩。此外，他還用「贬斋」、「孙草」、「司徒豹」、「立逊居士」、「柴荆」等筆名。周棄子又自號「藥廬」、居室名「未埋庵」，一說與他一次失戀有關。
周棄子湖北省立國學專修學校畢業後，歷任四川、貴州省政府主任秘書。龔鵬程認為周棄子自號「棄子」，有不堪在官場中奔競的意思。
1936年，周棄子作蔣黑兒曲，以一名歌妓蔣黑兒的生平遭描寫當時時局動蕩。1940年，周棄子隨国民政府至重庆，在國民政府軍事委員會下属部门任职。「一寸山河一寸血，十萬青年十萬軍」抗戰口號被認為即出自他手筆。

### 臺灣時期
周棄子到臺灣後住在台北市泉州街，一度任革命實踐研究院祕書、第一商業銀行董事會祕書，後任總統府參議。周棄子在總統府任職時，同事廖壽泉也是舊體詩詩人，有《不傳堂詩稿》。雷震案發生時，周棄子曾運用一些政壇上的老關係去營救雷震，寫有〈聞雷儆寰事急投右老〉。
友人郭嗣汾說周棄子一生清寒不善理財，不重視錢財。張佛千評論周棄子常跟朋友借錢，脾氣又會忽好忽壞。日後，龔鵬程評論他在總統府任職時寫的詩作，認為反映了他不適應官場。在當時官方提倡的反共文學，周棄子認為徒勞無益。周棄子則自我嘲諷寫信給徐訏說「冤枉翻了幾十年」。
國立台灣文學館以「鬱結深秀，落筆哀淒，別有清苦憂憤之意」評為周棄子的文風。周棄子唯一出版的散文集是《未埋庵短書》，有文星書店版。他在臺灣詩集曾由友人王開節一人編輯、校對、設計，但銷售不好。因為吳魯芹寫文，周棄子因此結識周夢蝶，成為文學上的好友。
1984年8月12日凌晨4點，周棄子因肺疾病逝台北市三軍總醫院。26日第一殯議館景行廳舉行祭奠，由總統蔣經國特頒「藎勞堪念」、前總統嚴家淦頒「志績長昭」、副總統李登輝頒「文星遽落」等輓額。

## 身後
周棄子的墓在五指山國軍公墓。1987年，《民生報》刊出中國大陸人士周光淇尋找父親周學藩的尋人啟事。次年，诗词经由许逖、郭嗣汾等生前友好的整理，由合志文化公司出版。
2009年，《周棄子先生集》由合肥黃山詩社出版。
2018年，時任香港浸會大學語文中心高級講師的朱少璋彙整周棄子在中國大陸時期的作品成《艤舟集──周棄子渡海前詩文百篇》一書出版。